# Hrabstwo Harlan (Nebraska)
Hrabstwo Harlan (ang. Harlan County) – hrabstwo w stanie Nebraska w Stanach Zjednoczonych. Obszar całkowity hrabstwa obejmuje powierzchnię 574,061 mil2 (1 486,82 km²). Według danych z 2010 r. hrabstwo miało 3 423 mieszkańców. Hrabstwo powstało w 1871 roku i nosi imię Jamesa Harlana - sekretarza zasobów wewnętrznych Stanów Zjednoczonych w latach 1865 - 1866.

## Sąsiednie hrabstwa
- Hrabstwo Phelps (północ)
- Hrabstwo Kearney (północny wschód)
- Hrabstwo Franklin (wschód)
- Hrabstwo Phillips (Kansas) (południe)
- Hrabstwo Norton (Kansas) (południowy zachód)
- Hrabstwo Furnas (zachód)
- Hrabstwo Gosper (północny zachód)

## Miasta
- Alma

## Wioski
- Huntley
- Orleans
- Oxford
- Ragan
- Republican City
- Stamford